# Луция Била
Гана Занякова (чеш. Hana Zaňáková), более известная как Луция Била (чеш. Lucie Bílá; род. 7 апреля 1966, Отвовице, Среднечешский край, Чехословакия) — чешская певица и актриса, работающая в жанрах поп-музыки и хэви-метал.

## Биография
Гана Занякова родилась 7 апреля 1966 года в чехословацком городе Кладно, однако вскоре вместе с родителями переехала городе Отвовице в Центральной Чехии, где провела детство.
Посещала музыкальную школу (современного искусства), где училась пению. Она получила известность в области шоу-бизнеса в качестве помощницы портного. Первые её работы были мюзиклы и участие в метал-группах Rock-Automat, Arakain и Vitacit.
В 80-е годы Гану заметил продюсер Петер Ханниг, который придумал для неё псевдоним Луция Била и написал песни Neposlušné tenisky (рус. Непослушные кеды) и Horší než kluk (рус. Хуже, чем любой мальчик), ставшие хитами. Первый успех для неё по-прежнему ожидается в следующем десятилетии, она играла в самых известных мюзиклах, которые были показаны в Чехии (Les Miserables, Dracula, Krysař), выпустила ряд сольных альбомов, снялась в нескольких фильмах, также для нескольких кинокартин выступила как вокалистка и в течение нескольких лет получала первых места в ежегодном национальном опросе Чешский соловей. В 1984—1986 годах она была участницей хэви-метал группы Arakain, где пела дуэтом с главным солистом Алешем Брихоту дуэтом. Позже сольная артистка ушла из группы, но через каждые пять лет она снова выступала на ежегодных концертах. В настоящее время коллектив сделал юбилейный тур к тридцатилетию группы.
С 2010 года она является одной из членов жюри в телепередаче Česko Slovensko má talent, чешской и словацкой версии шоу Минута славы. Она играла одну из главных ролей в музыкальном фильме V Peřině (рус. В Перине), который вышел в 2011 году.
В 2016 году состоялся её юбилейный концерт в апреле сначала в Братиславе, а затем в ноябре в Праге.

## Личная жизнь
В 1989 году, незадолго до Бархатной революции, Луция встречалась с бывшим детским актёром Томашем Голым. Их отношения через шесть месяцев прервались, когда Томаш погиб в автокатастрофе. В марте 1995 года она родила сына Филипа от любовника Петера Кратохвила, но его невеста «Мисс Чехословакия — 1992» Павлина Бабуркова отобрала мужчину. В 2002 году она вышла замуж за музыканта Станислава Пенка. После развода она жила только с сыном Филиппом. В 2006 году она вышла замуж во второй раз, её мужем был музыкантом Вацлав Барта. 1 сентября 2008 года пара официально объявила о своем разводе.

## Дискография

### Сольные альбомы
- 1987 — Lucie Bílá (I) / Луция Била (I) с Петером Ханнигом
- 1992 — Missariel
- 1994 — Lucie Bílá (II) / Луция Била (II)
- 1997 — Duety / Дуэты с Карелом Готтом
- 1998 — Hvězdy jako hvězdy / Звёзды как звёзды
- 1999 — Úplně nahá / Обнажённая
- 2002 — Kouzelné Vánoce / Волшебное Рождество
- 2003 — Jampadampa
- 2007 — Woman / Женщина
- 2009 — Bang! Bang! / Пиф! Паф!
- 2010 — Bílé Vánoce /  Белое Рождество
- 2012 — Modi / Пути
- 2014 — Recitál / Рассказ
- 2016 — Hana / Гана
- 2017 — Bílé vánoce Lucie Bílé II. / Белое Рождество Белый II.
- 2019 — Ta o mně / Тот, который обо мне
- 2024 — Vzkaz pro Ježíška / Послание для Санты

### Сборники
- 2004 — Láska je láska: 20 (video)hitů / Любовь есть Любовь: 20 видеохитов
- 2007 — Platinum Collection / Платиновая коллекция
- 2008 — Gold / Золотая Коллекция
- 2011 — Duety naBílo / Дуэты
- 2011 — Duety naBílo 2 / Дуэты 2
- 2014 — Diamond Collection / Бриллиантовая коллекция

## Фильмография
- 1988 — Horká kaše
- 1989 — Volná noha
- 1990 — Zkouškové období (роль Иржины)
- 1991 — Pražákům, těm je hej
- 1993 — El Marido perfecto
- 1993 — Fontána pre Zuzanu 2
- 1994 — Princezna ze mlejna (роль колдуньи)
- 1995 — Podivuhodný příběh profesora J. a slečny H.
- 1996 — Král Ubu
- 1998 — Čas dluhů
- 2002 — O ztracené lásce
- 2003 — Johanka z Arku
- 2006 — Kde lampy bloudí
- 2009 — cs:Líbáš jako Bůh
- 2011 — V peřině (роль мамы главной героини)
- 2012 — Babovřesky (роль цыганки)
- 2012 — Carmen
- 2016 — Anděl Páně 2

## Мюзиклы
- 1992: Les Misérables / Отверженные
- 1993: Zahrada rajských potěšení / Сад земных наслаждений
- 1995: Dracula / Дракула
- 1996: Krysař / Крысолов
- 2000: Johanka z Arku / Жанна Д’Арк
- 2003: Romeo a Julie / Ромео и Джульетта
- 2003: Excalibur
- 2005: Láska je láska / Любовь есть любовь
- 2005: Elixír života / Эликсир жизни
- 2008: Němcová! / Немцова
- 2008: Carmen / Кармен
- 2012: Aida / Аида
- 2014: The Addams Family / Семья Аддамсов
- 2017: Sestra v akci / Сестра в действии
- 2022: Láska je láska / Любовь есть любовь
- 2022: Maminy / мамина
- 2023: Srdeční záležitost / дело сердца

## Чешский соловей
1996-2004: 1. место
1998-2004: Абсолютный победитель
2005-2006: 2. место
2007-2017: 1. место
2010-2012: Абсолютный победитель
2017: Абсолютный победитель
2021: 2. место
2022: 1. место
2022: Абсолютный победитель
2023-2024: 2. место
У Люси Била самое большое количество соловьев всех категорий. Дома на его счету 21 золото, 5 серебра и 14 абсолютов. Это делает ее самой успешной артисткой.